# 黄茶

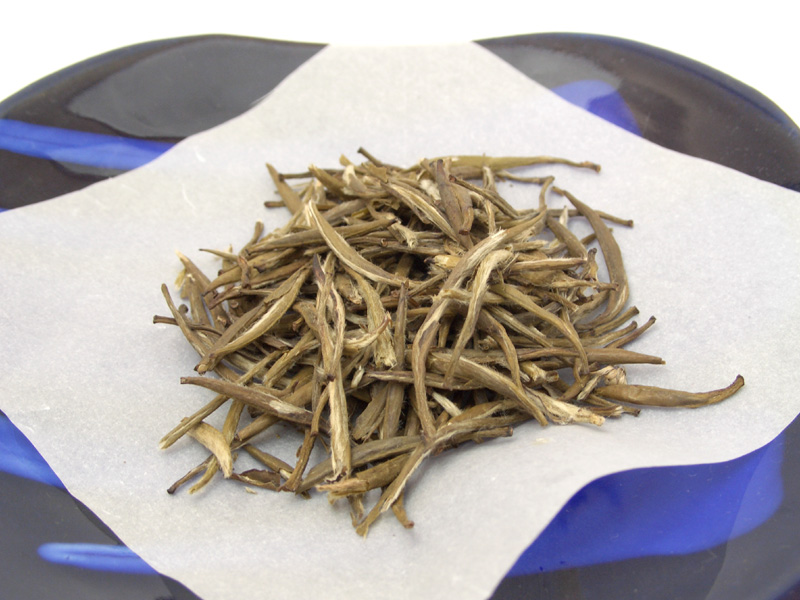
代表的な黄茶である君山銀針の茶葉。

黄茶（きちゃ、ホァンチャ/ファンチャ）は中国茶の一種。

## 定義
黄茶は一般的には弱後発酵茶（軽度の発酵を行ったお茶）として説明される事が多い。ただし茶業における「発酵」は酵素による酸化を指し、生化学的な意味での「発酵」ではない。
一方、茶類の分類を定義を定めた「ISO 20715:2023 Tea — Classification of tea types」では黄茶を製法の観点から以下のように定義している：
tea (3.2) derived solely and exclusively, and produced by acceptable processes, notably enzyme inactivation, rolling/shaping, yellowing and drying, from the bud or bud and the tender shoots of varieties of the species Camellia sinensis (L.) O. Kuntze, known to be suitable for making tea for consumption as a beverage
（試訳）Camellia sinensis (L.) O. Kuntze—飲料として消費される茶を作るのに適していることが知られている—の変種の芽もしくは芽と柔らかい苗条から、容認できる工程、とりわけ酵素の不活性化、揉捻/成形、悶黄、および乾燥によって唯一かつ排他的に得られ、製造された茶（茶の定義は3.2章を参照）。—ISO 20715:2023
Tea — Classification of tea types

## 概要
通常の中国緑茶とは異なる加熱処理を行うことと、その後牛皮紙に包み悶黄と呼ばれる熟成工程を経て作られることが製造工程における特徴である。黄茶の加熱処理は低い温度から始まり、徐々に温度を上げ、その後徐々に温度を下げる。この処理法によって、茶葉の持つ酵素による酸化発酵が起こる。中国緑茶の場合、最初から高温に熱した釜に茶葉を投入するため、上記の酸化発酵は（一部、萎凋を施す緑茶はあるが）基本的には起こらない。黒茶以外で発酵と呼ばれる青茶は、施される工程と発酵の度合いこそ違えど、酵素による酸化発による酵茶であることは共通している。また、黒茶以外で論ずると、一部の緑茶で萎凋を施すことを勘定すれば、この黄茶とは発酵茶の中では唯一萎凋を施さない種類といえる。
工程で中途半端に酸化発酵した茶葉は、次に悶黄と呼ばれる黄茶独特の熟成工程を経る。この悶黄と呼ばれる工程、微生物による発酵という俗説があるが、これは間違いである。悶黄には微生物は一切関与しない。高湿度高温の環境下茶葉内のポリフェノールを中心とする成分が非酵素的に酸化される工程である。ポリフェノールおよび葉緑素（クロロフィル）は酸化されることで、緑から透明及び黄色へと変色する。これにより茶葉と水色がうっすらとした黄色になるため黄茶と呼ばれる。
代表的な黄茶として君山銀針、霍山黄芽、蒙頂黄芽などが挙げられる。黄茶は清朝皇帝も愛飲したといわれ、中国茶の中でももっとも希少価値が高い。100グラム1万円を超えるものも決して珍しくはない。